# Carlos Alberto Clulow
Carlos Alberto Clulow (1907/1908 - 1969) fue un diplomático y escritor uruguayo.

## Biografía
Criado en Salto, Clulow se casó y fue padre de Cedric Carlos Alberto Clulow Vera, Carlos 
Clulow y Simonet Clulow Lepretre.Trabajó sobre todo durante la primera mitad del siglo XX como escritor. En 1928 publicó El oro yanqui en Latinoamérica. Dos años después publicó su novela La perdida Atlántida. Más adelante formó parte del servicio diplomático de su país. 
De 1950 a 1957 fue embajador de Uruguay en la República Federal Alemana. De 1960 a 1963 también ocupó ese mismo cargo pero en los Estados Unidos. Durante el período que transcurrió entre 1957 y 1960, fue presidente del Consejo Interamericano Económico y Social.

## Honores
- 1960: Gran Cruz de la República Federal de Alemania.

## Obra
- El oro yanqui en Latinoamérica, 1928[3]
- Canto del buen amor, 1929[4][5]
- La perdida Atlántida, novela, 1930[6]
- Algunas ideas sobre democracia, 1930[7]
- Biología de las democracias de América, 1935[8]
- Muirakitán, novela, 1942[9]
- Las sociedades de inversión en el Uruguay, 1949[10]